# Deguelia rufescens
Deguelia rufescens är en ärtväxtart. Deguelia rufescens ingår i släktet Deguelia, och familjen ärtväxter. Utöver nominatformen finns också underarten D. r. urucu.